# Funérailles de Kwame Nkrumah
Pour plus de détails, voir Fiche technique et Distribution.
Funérailles de Kwame Nkrumah appelé encore Hommage à Kwame Nkrumah est un documentaire guinéen réalisé par Moussa Kémoko Diakite, sorti en 1972.

## Synopsis
Le documentaire raconte les funérailles du premier président ghanéen réfugié en Guinée après sa destitution en février 1966,.

## Fiche technique
- Titre français : Funérailles de Kwame Nkrumah
- Titre alternatif : Hommage à Kwame Nkrumah
- Réalisateur : Moussa Kémoko Diakite
- Scénario : Moussa Kémoko Diakite
- Productrice :
- Photo :
- Montage :
- Musique et chansons :
- Genre : portrait
- Durée : 90 minutes
- Sortie : 1972